# NGC 7222
NGC 7222 је спирална галаксија у сазвежђу Водолија која се налази на NGC листи објеката дубоког неба.
Деклинација објекта је + 2° 6' 23" а ректасцензија 22h 10m 51,7s. Привидна величина (магнитуда) објекта NGC 7222 износи 14,0 а фотографска магнитуда 14,8. NGC 7222 је још познат и под ознакама UGC 11934, MCG 0-56-12, CGCG 377-35, NPM1G +01.0542, PGC 68224.